# Reteporella suluensis
Reteporella suluensis är en mossdjursart som först beskrevs av Harmer 1934.  Reteporella suluensis ingår i släktet Reteporella och familjen Phidoloporidae. Inga underarter finns listade i Catalogue of Life.